# Orlin Peralta
Orlin Orlando Peralta Gonzáles (ur. 12 lutego 1990 w Guanaji) – honduraski piłkarz grający na pozycji lewego obrońcy w klubie Vida. Reprezentant Hondurasu, w 2007 roku grał na Mistrzostwach Świata U-17, natomiast w 2012 roku reprezentował Honduras podczas Letnich Igrzysk Olimpijskich.